# 科拉塔盖雷
科拉塔盖雷（Koratagere），是印度卡纳塔克邦Tumkur县的一个城镇。总人口13638（2001年）。

## 人口
该地2001年总人口13638人，其中男性6927人，女性6711人；0—6岁人口1475人，其中男765人，女710人；识字率71.20%，其中男性为77.36%，女性为64.83%。